# دس بوآی
دس بوآی (به لاتین: Des Bhuai) یک روستا در بنگلادش است که در استان باریسال و در ناحیه باریسال واقع شده است.